# San Gil
San Gil – miasto w Kolumbii, w departamencie Santander.